# Hal Barwood

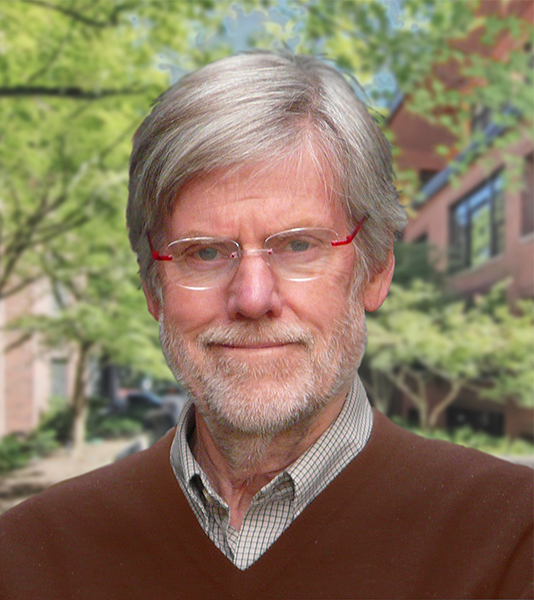
Hal Barwood (2020)

Hal Barwood (* 16. April 1940 in Hanover, New Hampshire) ist ein US-amerikanischer Drehbuchautor, Filmregisseur, Filmproduzent, Spieleentwickler und Schriftsteller.

## Leben
Hal Barwood wurde 1940 als eines von fünf Kindern eines Kinobetreibers in Hanover, New Hampshire, geboren und wuchs dort auch auf. Bereits als Kind wurde sein Interesse an Spielen und Filmen geweckt.
Barwood studierte an der Brown University (Bachelor of Arts, Honors in Art), der Rhode Island School of Design und an der School of Cinema-Television der University of Southern California (Master of Fine Arts). Während des Studiums lernte Barwood angehende Filmschaffende wie Matthew Robbins, Willard Huyck, John Milius, Caleb Deschanel, Walter Murch, George Lucas und Robert Dalva kennen. Noch an der USC entstand mit A Child’s Introduction to the Cosmos sein erster Kurzfilm, der unter anderem 1965 beim Festival d’Animation Annecy gezeigt wurde.
Nach Abschluss seines Studiums drehte er vor allem Werbe- und Industriefilme, bevor er 1970 mit The Great Walled City of Xan einen weiteren Kurzfilm inszenieren konnte. Für George Lucas, mit dem Barwood eine enge Freundschaft verbindet, entwarf er die Titel von dessen Spielfilmdebüt THX 1138 (1971).
Gemeinsam mit Matthew Robbins schrieb Barwood in den nächsten Jahren mehrere Drehbücher, von denen sechs verfilmt wurden. 1974 verfasste er mit Robbins und Steven Spielberg das Drehbuch zu Spielbergs Kinofilmdebüt Sugarland Express, was ihnen bei den Internationalen Filmfestspielen von Cannes 1974 die Auszeichnung für das Beste Drehbuch einbrachte. Barwood arbeitete später auch ungenannt an den Drehbüchern der Spielberg-Filme Der weiße Hai (1975) und Unheimliche Begegnung der dritten Art (1977), in dem er auch eine kleine Rolle als Weltkriegs-Pilot übernahm.
1985 übernahm Barwood die Regie des Science-Fiction-Films Warnzeichen Gen-Killer, für den er gemeinsam mit Robbins auch das Drehbuch verfasst hatte.
Ab 1990 arbeitete Barwood bei LucasArts als Projektleiter und war als Entwickler, Designer und Autor an Computerspielen wie Indiana Jones and the Fate of Atlantis, Indiana Jones and His Desktop Adventures, Star Wars: Yoda Stories und Indiana Jones und der Turm von Babel beteiligt. Ab dem Jahr 2003 war er zehn Jahre als freischaffender Autor und Designer für verschiedene Computerspielhersteller tätig. Danach wandte sich Barwood der Schriftstellerei zu und verfasste mehrere Romane, die er über seinen eigenen Verlag Finite Arts veröffentlicht.
Barwood war von 1963 bis zu ihrem Tod im Oktober 2023 mit seiner Frau Barbara Ward Barwood verheiratet, die er bereits seit der gemeinsamen Schulzeit in Hanover kannte. Aus der Ehe gingen zwei Söhne hervor. Er lebt in Portland, Oregon.

## Filmografie (Auswahl)
Drehbuchautor
- 1970: The Great Walled City of Xan (Kurzfilm)
- 1974: Sugarland Express (The Sugarland Express)
- 1976: The Bingo Long Traveling All-Stars & Motor Kings
- 1977: MacArthur – Held des Pazifik (MacArthur)
- 1978: Zwei heiße Typen auf dem Highway (Corvette Summer)
- 1981: Der Drachentöter (Dragonslayer)
- 1985: Warnzeichen Gen-Killer (Warning Sign)

Regisseur
- 1964: A Child’s Introduction to the Cosmos (Kurzfilm)
- 1970: The Great Walled City of Xan (Kurzfilm)
- 1985: Warnzeichen Gen-Killer (Warning Sign)

Filmproduzent
- 1970: The Great Walled City of Xan (Kurzfilm)
- 1978: Zwei heiße Typen auf dem Highway (Corvette Summer)
- 1981: Der Drachentöter (Dragonslayer)
- 1985: Warnzeichen Gen-Killer (Warning Sign)

## Ludografie (Auswahl)
Entwickler
- 1992: Indiana Jones and the Fate of Atlantis (Leitender Entwickler)
- 1995: Big Sky Trooper (Leitender Entwickler)
- 1996: Indiana Jones and His Desktop Adventures (Leitender Entwickler)
- 1997: Star Wars: Yoda Stories (Leitender Entwickler)
- 1999: Indiana Jones und der Turm von Babel (Indiana Jones and the Infernal Machine; Leitender Entwickler)

Designer
- 1992: Indiana Jones and the Fate of Atlantis (Design)
- 1995: Big Sky Trooper (Designer)
- 1996: Indiana Jones and His Desktop Adventures (Game Design)
- 1997: Star Wars: Yoda Stories (Game Design)
- 1999: Indiana Jones und der Turm von Babel (Indiana Jones and the Infernal Machine; Design)
- 2003: RTX Red Rock (Designer)
- 2007: ZenGems (Level Design)
- 2008: Mata Hari (Story & Design)

Autor
- 1992: Indiana Jones and the Fate of Atlantis (Story)
- 1996: Indiana Jones and His Desktop Adventures (Story)
- 1997: Star Wars: Yoda Stories (Story)
- 1999: Indiana Jones und der Turm von Babel (Indiana Jones and the Infernal Machine; Writing, Dialog, Story)
- 2003: RTX Red Rock (Writer)

Video/Cinematics-Erstellung
- 1995: Star Wars: Rebel Assault II – The Hidden Empire (Regisseur des Live Videos)
- 2009: The Secret of Monkey Island: Special Edition (Special Guest Film Director)

## Romane
- 2013: Shadowcop: A Paranormal Adventure. Finite Arts, ISBN 978-0-9911566-1-0.
- 2014: Broomhandle: A Paranormal Adventure. Finite Arts, ISBN 978-0-9911566-3-4.
- 2015: Whiskeyjack: A Paranormal Adventure. Finite Arts, ISBN 978-0-9911566-6-5.
- 2016: Glitterbush: An Astrobotanical Adventure. Finite Arts, ISBN 978-0-9981914-0-9.
- 2017: Happenstance: Gambling on Democracy. Finite Arts, ISBN 978-0-9981914-3-0.
- 2018: Fulfillment: An Aspirational Adventure. Finite Arts, ISBN 978-0-9981914-6-1.
- 2020: Sandpeople: An Astromechanical Adventure. Finite Arts, ISBN 978-1-7354222-0-6.
- 2021: Tinwoman: A Biomechanical Adventure. Finite Arts, ISBN 978-1-7354222-3-7.
- 2022: Cratertown: A Criminological Adventure. Finite Arts, ISBN 978-1-7354222-6-8.

## Auszeichnungen
- 1971: CINE Competition – Auszeichnung mit dem CINE Golden Eagle für den Studentenfilm The Great Walled City of Xan
- 1974: Internationale Filmfestspiele von Cannes – Auszeichnung für das Beste Drehbuch für Sugarland Express (mit Matthew Robbins und Steven Spielberg)[8]